# Titanebo oblongus
Titanebo oblongus es una especie de araña cangrejo del género Titanebo, familia Philodromidae. Fue descrita científicamente por Simon en 1895.

## Distribución
Esta especie se encuentra en los Estados Unidos.